# Дулча
Дулча (рум. Dulcea) — село у повіті Муреш в Румунії. Входить до складу комуни Ібенешть.
Село розташоване на відстані 270 км на північ від Бухареста, 42 км на північний схід від Тиргу-Муреша, 109 км на схід від Клуж-Напоки, 130 км на північ від Брашова.

## Населення
За даними перепису населення 2002 року у селі проживали 372 особи, усі — румуни. Усі жителі села рідною мовою назвали румунську.